# Şahbulaq
Şahbulaq è un comune dell'Azerbaigian situato nel distretto di Şərur.